# Tero Koskiranta
Tero Koskiranta (ur. 18 czerwca 1984 w Paimio) – fiński hokeista.
Jego brat Jarno (ur. 1986) także został hokeistą.

## Kariera
- Blues U16 (1999-2000)
- Blues U18 (2001)
- Blues II U18 (2001-2002)
- Blues U20 (2002-2005)
- Blues (2006-2008)
  -  HCK Salamat (2007, 2008)
- SaiPa (2008-2011)
  -  Jukurit (2010)
- Pelicans (2011-2012)
- TPS (2012-)
- Färjestad BK (2015)
- TPS (2015)
  -  Sport (2015-2016)
- SaiPa (2016-2017)
- KHL Medveščak Zagrzeb (2017-2018)
- Alba Volán Székesfehérvár (2018-2019)
- Ravensburg Towerstars (2010-2020)
- Gyergyói HK (2020-2021)

Wychowanek klubu EKS. Od maja 2012 zawodnik TPS. Pod koniec stycznia 2015 wypożyczony do szwedzkiego klubu Färjestad BK na czas do końca sezonu Svenska hockeyligan (2014/2015). Sezon Liiga (2015/2016) rozpoczął w TPS, a pod koniec października 2015 został wypożyczony do Vaasan Sport na czas do końca sezonu 2015/2016. Od czerwca 2016 zawodnik SaiPa. Od czerwca 2017 w chorwackim klubie KHL Medveščak Zagrzeb. Od maja 2018 do kwietnia 2019 był zawodnikiem Alba Volán Székesfehérvár. W maju 2019 przeszedł do niemieckiego klubu Ravensburg Towerstars. W sierpniu 2020 został zawodnikiem rumuńskiego zespołu Gyergyói HK. Po sezonie 2020/2021 odszedł z klubu.

## Sukcesy
Klubowe
- Srebrny medal mistrzostw Finlandii: 2008 z Blues, 2012 z Pelicans

Indywidualne
- SM-liiga (2011/2012):
  - Trzecie miejsce w klasyfikacji asystentów w fazie play-off: 9 asyst[9]
  - Trzecie miejsce w klasyfikacji kanadyjskiej w fazie play-off: 14 punktów[10]